# Exolontha yaoshana
Exolontha yaoshana är en skalbaggsart som beskrevs av Zhang 1965. Exolontha yaoshana ingår i släktet Exolontha och familjen Melolonthidae. Inga underarter finns listade i Catalogue of Life.